# Сербская кухня
Сербская кухня (серб. Српска кухиња) — традиционная кухня сербского народа — вобрала в себя элементы средиземноморской (Византийская империя/Греция), ближневосточной (Турция) и австро-венгерской кухонь. Это связано со схожим географическим положением стран и общностью исходных продуктов, длительными историческими соседскими связями.

## Описание
Сербская кухня сочетает в себе традиции разных стран: на прилавках кондитерских гармонично уживаются коливо, пахлава, ореховый ролл (ореховник) и торт Захер.
Влияние турецкой кухни проявляется, например, в том, что практически в любом ресторане предлагают кюфте, люля-кебабы, аша-кебабы, всевозможные шашлыки, «месо за скара» (балканский вариант барбекю), плов из баранины.
На севере Сербии чувствуется влияние венгерской, румынской и болгарской кухни, здесь широко распространены блюда из свинины, желающие могут попробовать мамалыгу и кукурузные лепёшки. В последние годы, благодаря многочисленной сербской диаспоре, сербскую кухню можно попробовать по всему миру.
Большинство населения Сербии, как правило, трапезничают три раза в день на завтрак, обед и ужин, при этом обед является основным и, следовательно, самым продолжительным приёмом пищи. Тем не менее, до середины XIX века в Сербии традиционно существовал лишь обед и ужин, а завтракать люди не садились.

## История
Первой опубликованной поваренной книгой в Сербии стала «Поваренная книга Паты» (Patin kuvar), написанная Spasenija Pata Marković[уточнить] в 1907 году. Эта книга пользуется успехом в Сербии до сих пор.

## Традиционные сербские блюда

### Супы
В сербской кухне существует два типа супа: обычный суп, называемый супа (супа), и суп с ру (мука, поджаренная в масле), называемый чорба (чорба). Самыми распространёнными являются простые в приготовлении густые супы из говядины или домашней птицы с добавлением лапши. Рыбный суп (рибља чорба) и суп из ягнёнка (jагњећа чорба) считаются деликатесами.

### Мясо
Мясные блюда готовят в основном из свинины, баранины и козлятины, при этом характерной чертой является повсеместное использование особым образом сквашенного молока — «каймака» (подаётся и как холодная закуска).
Различные виды блюд, запекаемых на углях и называемых роштиль, особо популярны в Сербии. Плескавица, чевапчичи, ражничи, вешалица и различные виды колбасок предлагаются практически в каждом ресторане в качестве главного блюда. Кроме того, шашлык является популярным сербским вариантом фастфуда. В качестве гарнира обычно выступают овощи или рис. Широко известен такой мясной деликатес, как сремский кулен — сырокопчёная свиная колбаса, являющаяся зарегистрированной в ЕС маркой, контролируемой по географическому происхождению.  В южной Сербии (Лесковац, Шар-Планина в Косово, Топлица) известна мучкалица, которую  готовят из оставшегося холодного шашлыка и овощей.

### Салаты
В Сербии салаты обычно подают вместе с основным блюдом, а не в качестве закуски.

### Травы и специи
Зелень и специи в сербской кухне применяют очень умеренно: в основном, лишь чёрный перец и паприка используются повсеместно, а петрушка — в супах. Также можно встретить блюда с добавлением белого перца, гвоздики, кориандра, лаврового листа и чеснока.

### Мучные изделия и десерты
Хлеб традиционно является непременным атрибутом каждой трапезы и даже играет важную роль в религиозных ритуалах. В местечке Печинцы даже открыт музей хлеба, задуманный как улица хлеба — от почвы до неба, где представлены обрядные хлебцы. Некоторые сербы считают, что выбрасывать хлеб грешно, каким бы чёрствым и старым он ни был.
Сербы именуют пирог любого типа словом «пита», что не нужно путать с греческой питой. Греческая пита — это пресный вид хлеба, который в Сербии имеет другое название: «сомун». В Сербии популярны как сладкие, так и солёные пироги. Один и тот же пирог может быть приготовлен одинаково, независимо от того, солёной или сладкой будет начинка. Существуют следующие разновидности пирогов: «гибаница» — пирог с творожной начинкой, «бурек» — слоёный пирог с сыром или мясом, бундевара — рулет с тыквой, «кромпируша» — картофельный бурек.
Также популярны пончики «приганица», пирожные в сиропе «урмашица», «палачинке» — большие блины с различными начинками, «зеляница» — пирог с сыром и шпинатом, «мантие» — булочки с начинкой из мясного фарша или сыра, «штрукли» — запечённые в сыре орехи и сливы, «альва» — сваренные в меду орехи, слатко — сербское варенье. На праздники сербы готовят торт кох, напоминающий манник, шоколадный торт Реформа и Васин торт. Среди других десертов следует выделить пирожное «Русская шапка», имеющее форму папах русской армии времён русско-турецкой войны.

## Напитки

### Безалкогольные напитки
Большое количество фруктов в сочетании с изобилием водных ресурсов в Сербии стимулирует производство высококачественных фруктовых соков и минеральных вод, благодаря чему эти напитки являются одной из главных статей экспорта Сербии.
Сербия также производит несколько газированных напитков — например, традиционный напиток из кукурузы боза (boza). Некоторые пивоварни также варят квас.
Очень крепкий кофе, именуемый в Сербии «турецким кофе», можно по праву назвать самым популярным напитком сербского народа. Чай намного менее популярен. Из молочных продуктов, йогурт и кефир потребляются повсеместно.

### Алкогольные напитки
Большинство сербов предпочитает пиво, что подтверждает факт наличия 14 пивоварен в этой стране.
Говоря о ликёроводочных изделиях, нужно упомянуть, что несмотря на то, что самым распространённым напитком является ракия, вино также имеет множество почитателей. Относительно большое количество людей пекут ракию (В Сербии говорят не «гнать ракию», а «печь ракию», пећи ракију) в домашних условиях; такая ракия высоко ценится друзьями и знакомыми. Самые популярные виды ракии:
- Дуња — из айвы;
- Сливовица (Шљивовица) — национальный напиток;
- Лозовача — из винограда;
- Виљамовка / Крушковача — из груши;
- Jабуковачa — из яблока;
- Пелинковац — ликёр из полыни, мягче чем абсент.